# Famille Fouquet
Pour les articles homonymes, voir Fouquet.
La famille Fouquet, est une famille éteinte de la noblesse française, originaire d'Anjou. Issue du milieu du négoce elle s'illustra aux XVIIe siècle et XVIIIe siècle. À cette famille appartient Nicolas Fouquet, surintendant des finances sous le règne du roi Louis XIV.

## Histoire

### Origines
Le premier membre attesté de la famille est Jehan Fouquet (ou Foucquet), riche marchand angevin vivant à la fin XVe-début XVIe siècle,. Paul de Farcy indique qu'il est sieur de la Beillerie, de Ponthibault et d'autres terres. Son épouse, non connue, lui donne cinq enfants.
À partir du XVIIe siècle, les Fouquet prétendent descendre d'une ancienne famille noble, aussi originaire d'Anjou mais éteinte un siècle plus tôt. De faux documents sont créés, notamment un contrat de mariage, afin de cacher les origines roturières. Fils de Jehan, François Ier Fouquet devient alors le fils de Mathurin Fouquet, dernier seigneur des Moulins-Neufs, et est qualifié improprement d'écuyer. D'Hozier, dans une lettre du 25 janvier 1660, déclare qu'« il est aisé de reconnaître, et par le caractère qui n'a rien d'ancien et par le parchemin sur lequel ils sont écrits, que ce sont toutes pièces faites à loisir ». Malgré tout, les actes sont considérés comme authentiques en 1722, lors de l'examen des preuves pour Malte. De nombreuses sources généalogiques au XIXe siècle rapporte encore cette filiation erronée.
La famille est établie à Angers, autour de la paroisse Saint-Pierre, et y fait commerce de draps. Sous François Ier Fouquet, bedeau et suppôt de l'Université d'Angers en 1539, ses filles s'allient principalement avec d'autres familles de marchands drapiers tandis que ses fils (Jean et Christophe, qui donnera la branche de la Bouchefolière) s'orientent vers le droit. Seul l'aîné François II Fouquet poursuit l'activité de négoce. Il acquiert en 1561 les terres des Harenchères, achetées à son beau-frère René Roberdeau.

### Ascension sociale
C'est François II Fouquet, fils de François Ier, qui réalise, par la solide éducation donnée à ses enfants, une réelle mutation pour la famille. Il envoie François III Fouquet en Angleterre « pour mieux apprendre connoistre les hommes et les choses » pendant que son autre fils, Christophe, part en Allemagne et en Italie. Cette nouvelle génération accède alors aux fonctions parlementaires. Le premier, avocat, devient conseiller au Parlement de Paris le 22 mars 1578, comme son frère Jean Fouquet. Le second, auteur de la branche de Challain, commence conseiller au Parlement de Bretagne. Il évolue successivement comme président aux enquêtes (10 juillet 1586), conseiller au Parlement de Paris (22 mai 1591), puis président à mortier au Parlement de Bretagne (2 octobre 1593), conseiller d'État (15 décembre 1595) et enfin conseiller d'État ordinaire (octobre 1618). François, Jean et Christophe, tous trois sont qualifiés d'écuyer, l'une des principales qualifications nobles. C'est sans doute à cette époque que la famille adopte le blason avec l'écureuil.

#### Branche principale
François III Fouquet, député pour l'exécution du testament de la reine Catherine de Médicis à l'intention de son petit-fils Charles d'Angoulême, meurt en ne laissant qu'un fils unique. François IV Fouquet, mis sous la tutelle de son oncle Christophe, seigneur de Challain, confirme l'orientation de la famille vers la magistrature en suivant des études de droit.  D'abord conseiller au Parlement de Bretagne puis à Paris, il devient successivement maître des requêtes ordinaire du Roi, conseil au conseil d'État de Navarre et de Béarn et conseiller au conseil d'État et de la Marine avant d'être envoyé comme ambassadeur auprès des Suisses.

## Filiation

### Tronc commun
Cette généalogie est issue des différentes sources citées dans la bibliographie du présent article, notamment les informations présentées par Paul de Farcy.
- Jehan Fouquet.
  - François Ier Fouquet, sieur de Ponthibault, marchand drapier à Angers, bedeau et suppôt de l'université de cette ville, épouse vers 1534 Perrine Dugrat, fille de Pierre et Marie Médary.
    - François II Fouquet, sieur des Harenchères à partir de 1561, marchand drapier à Angers, épouse par contrat le 15 janvier 1549 « honnête fille » Lézine Cupif (?-1607), fille de Jean, sieur de la Robinaie, et Jeanne Bouquet :
      - Barbe Fouquet (1550-ap. 1573), épouse par contrat du 15 mai 1564 « honorable homme » Eustache Neupveu, fils de Nicolas et Françoise Trouillard, puis avant 1573 se marie à Claude Sagier, sieur de Luigné, marchand, juge consul des marchands, bedeau de la faculté de théologie d'Angers en 1585 ;
      - François III Fouquet (1551-1590)
        - François IV Fouquet
          - François V Fouquet
          - Nicolas Fouquet
          - Basile Fouquet
          - Louis Fouquet
          - Yves Fouquet
          - Gilles Fouquet
          - Anne Fouquet
          - Élisabeth Fouquet
          - Élisabeth Fouquet
          - Marie Fouquet
          - Louise-Agnès Fouquet

      - Étienne Fouquet (1554-?) ;
      - Rachel Fouquet (1555-?) ;
      - Daniel Fouquet (1556-?) ;
      - Jean Fouquet (1560-1591), licencié es lois puis écuyer, reçu au parlement de Paris le 22 mars 1578. Il meurt sans descendance ;
      - Christophe Fouquet, auteur de la branche de Challain ;
      - Claude Fouquet (1569-?) ;
      - Pierre Fouquet (1572-?) ;
      - Jacques Fouquet (1573-?) ;
      - Isaac Fouquet, sieur de la Harenchère (jusqu'à sa vente en 1610) et de Lourney, conseiller et aumônier ordinaire du Roi, chanoine et trésorier de Saint-Martin de Tours, doyen de Notre-Dame-du Folgoet,

    - Jean Fouquet (?- ap. 1549), licencié es lois ;
    - Jeanne Fouquet, dame de Ponthibault, épouse de Marc Toublanc, notaire royal à Angers, d'où postérité ;
    - Perrinette Fouquet (?-1571), épouse de Hardouin Le Conte, marchand de draps, d'où postérité ;
    - Barbe Fouquet (1528-?), épouse de Lezin Guyet ;
    - Simon Fouquet (1530-?) ;
    - Renée Fouquet (1531-?) ;
    - Catherine Fouquet (1532-?) ;
    - Christophe Fouquet (1534-1596), dont est issue la branche de la Bouchefolière ;
    - Maurice Fouquet (1535-?) ;
    - Guillemine Fouquet, épouse de René Roberdeau, sieur des Harenchères (vendu à son beau-frère en 1561) et de Champdoiseau, marchand drapier, d'où au moins deux enfants ;
    - Jacquine Fouquet, épouse de René Le Sourd.

  - Rollande Fouquet (?-ap. 1544), épouse de Me Jehan Franchequin ;
  - Catherine Fouquet, épouse de René Girardeau ;
  - Renée Fouquet, épouse de Gervais Amys, receveur du temporel de l'évêché d'Angers ;
  - Olive Fouquet, épouse de François Dugrast.

### Branchede la Bouchefolière
- Christophe Fouquet (1534-1596), sieur de la Lande et de la Rive, licencié ès lois, avocat au siège présidial d'Angers, nommé échevin en 1586. Il épouse avant 1560 Renée Saguier, puis après 1570, Jacquette du Moustier, dame d'Antoigné, native de Loudun.
  - Jacquine Fouquet, épouse par contrat du 15 septembre 1582 Nicolas Herbereau, sieur des Chemineaux, avocat au présidial ;
  - Françoise Fouquet, épouse par contrat du 24 décembre 1587 Me André Guyet, sieur de Boismorin, avocat au présidial ;
  - François Fouquet (?-1627), écuyer, seigneur du Faux à Bouchemaine, entre autres conseiller du Roi, président en l'élection de Château-Gontier, assesseur en la maréchaussée et siège présidial, et conseiller maître des requêtes de la reine mère. Il revint, après trois ou quatre générations qui avaient vécu à Angers, se fixer à Château-Gontier par son mariage avec Marguerite Quentin (13 juin 1590). Il y fut assesseur en la maréchaussée, président en l'élection, puis devint maître des requêtes de la reine, 1620. « Homme de qualité et riche de plus de 50.000 écus ». Après la mort de sa femme en 1620, lit-on dans un plaidoyer d'Antoine Lemaistre, il enleva[8] à Angers une fille de 19 ans, et en eut deux enfants pour lesquels il acheta en 1626 une ferme nommée la Monnerie. Il mourait l'année suivante[8].
    - Christophe Fouquet, fils aîné, écuyer, seigneur de la Ferronnière, du Breil et de la Bouchefolière, avocat au parlement, puis conseiller du Roi au présidial d'Angers, maître des requêtes ordinaires de la reine, puis conseiller et procureur au parlement de Metz, enfin conseiller d'État et privé. Il épouse avec 1624 Louise Mocquereau, dame de Breil. Il vivait en 1649[8] ;
      - Jacquine Fouquet, épouse de François Marest
        - René-François Marest, époux de Jeanne de la Porte

    - René Fouquet (1593-1633), prieur au prieuré de Port-Ringeard en 1615, aumônier du Roi servant par quartier en 1618, vicaire général de Louis Armand de Simiane de Gordes, abbé de la Roë et évêque de Langres. Abbé de Saint-Eusèbe de Gap, 1685, de Saint-Jacut, 1691, prieur de Notre-Dame du Pré-lès-Douzy en Bourgogne, habitait sa maison seigneuriale de la Bouchefolière où il mourut en 1706[8]. Il fut inhumé dans l'église de Simplé le 18 janvier 1706. Sa pierre tombale, presque entièrement effacée, était remisée au presbytère de Simplé[9].
    - Jacquine Fouquet (1595-?), épouse par contrat du 1er octobre 1613 René Charlot, écuyer, seigneur de la Bouchefolière, d'Hiéré, du Breil (vendu à son beau-frère en 1649) ;
    - Renée Fouquet (1618-?) ;
    - Marguerite Fouquet (1600-ap. 1664), épouse Jérôme Sourdille, seigneur de la Tremblaye, grenetier à Château-Gontier, puis le 10 juin 1632 à Jacques Saillant, conseiller du Roi et grenetier ;
    - Louise (1605-?) ;
    - Françoise Fouquet (1609-?), épouse Me Nicolas Bouju, sieur de la Chauvière.
    - François Fouquet, écuyer, sieur de la Bouchefolière, présidents des enquêtes du Parlement de Bretagne, 1655, n'était que le cousin au cinquième degré du surintendant Nicolas Fouquet. Il le fit cependant souvenir de cette parenté éloignée en lui demandant de nommer un de ses fils ; ce qu'il fit par procureur en 1659[8]. L'hôtel qui est désormais le Musée d'Art et d'Archéologie - hôtel Fouquet à Château-Gontier était sa maison[8]. Il fut marié : 1° à Thérèse Braudin ; 2° à Françoise Oriot ; 3° à Marie Blanchard, qui resta veuve en 1681.
      - René-François Fouquet, seigneur de la Bouchefolière et conseiller au Parlement de Bretagne en 1701, époux de Bonne-Suzanne Gentil
        - René-François Fouquet de la Bouchefolière, comte de Fouquet, né en 1704, lieutenant de dragons en 1721, capitaine en 1722, commande sa compagnie à la conquête de la Lorraine en 1732, participe à la Guerre de Succession de Pologne, au Siège de Trarbach et au Siège de Philippsbourg en 1734, à la Bataille de Clausen en 1735[8]. Mestre de camp d'un régiment de cavalerie de son nom (21 février 1740), il fit la Guerre de Succession d'Autriche, 1741-1743, servit à l'armée de la Moselle, 1744, se joignit à l'armée du Rhin, fut au Siège de Fribourg en 1744. Placé sous les ordres de Louis-François de Bourbon-Conti, prince de Conti, en 1745-1746, il conduisit après le Siège de Mons son régiment à l'armée des frontières du Piémont et finit la campagne du Dauphiné. Brigadier en 1747, il fit la fonction de maréchal général des logis de la cavalerie à l'armée d'Italie jusqu'en 1749 et se démit de son régiment. Il servit en Allemagne en 1757, fut nommé lieutenant général des armées du roi le 25 juillet 1762[8]. Il était le mari de N. de Berwick.
        - Paul Fouquet, dit le Chevalier de Fouquet, lieutenant général des armées navales, vivait en 1781[8].
        - Bernardin-François Fouquet, abbé et archevêque d'Embrun de 1740 à 1767

  - Christophe Fouquet (?-1625), écuyer, conseiller du Roi, épouse Marguerite Joyau, dame de la Chapelle en Champigné. Il meurt sans descendance ;
  - Claude Fouquet (1570-av. 1614), sieur de la Rive, marchand drapier à Angers, épouse par contrat du 12 février 1594 Claude Rousseau, d'où deux filles.

## Personnalités
- François III Fouquet (1551-1590), conseiller au Parlement de Paris
- François IV Fouquet (1587-1640), fils du précédent, magistrat et homme d'affaires français, père de Nicolas Fouquet
- François V Fouquet (1611-1673), fils du précédent et frère aîné de Nicolas, évêque de Bayonne, Agde puis archevêque de Narbonne
- Nicolas Fouquet (1615-1680), frère du précédent, procureur général du Parlement de Paris et surintendant des finances de Louis XIV, il fait construire le château de Vaux-le-Vicomte, il a pour seconde épouse Marie-Madeleine de Castille (1635-1716)
- Basile Fouquet (1622-1680), dit « l'abbé Fouquet », frère du précédent, chef de la police secrète de Mazarin
- Yves Fouquet (1628-1651), frère des précédents, conseiller au Parlement de Paris, mort précocement
- Louis Fouquet (1633-1702), frère de François V et de Nicolas, évêque d'Agde
- Gilles Fouquet (1637-1694), frère des précédents, premier écuyer de France
- Charles Louis Auguste Fouquet de Belle-Isle (1684-1761), maréchal de France, petit-fils de Nicolas Fouquet
- Louis Charles Armand Fouquet de Belle-Isle (1693-1747), frère du précédent, petit-fils de Nicolas Fouquet
- Bernardin-François Fouquet, (1705-1785), abbé et archevêque d'Embrun.

## Alliances
Les principales alliances de la famille Fouquet sont : le Gaigneux, Cupif.

## Pour approfondir